# Colletes tibeticus
Colletes tibeticus là một loài Hymenoptera trong họ Colletidae. Loài này được Kuhlmann mô tả khoa học năm 2002.